# Società del Divin Salvatore
La Società del Divin Salvatore (in latino Societas Divini Salvatoris) è un istituto religioso maschile di diritto pontificio: i membri di questa congregazione clericale, detti popolarmente Salvatoriani, pospongono al loro nome la sigla S.D.S.

## Storia

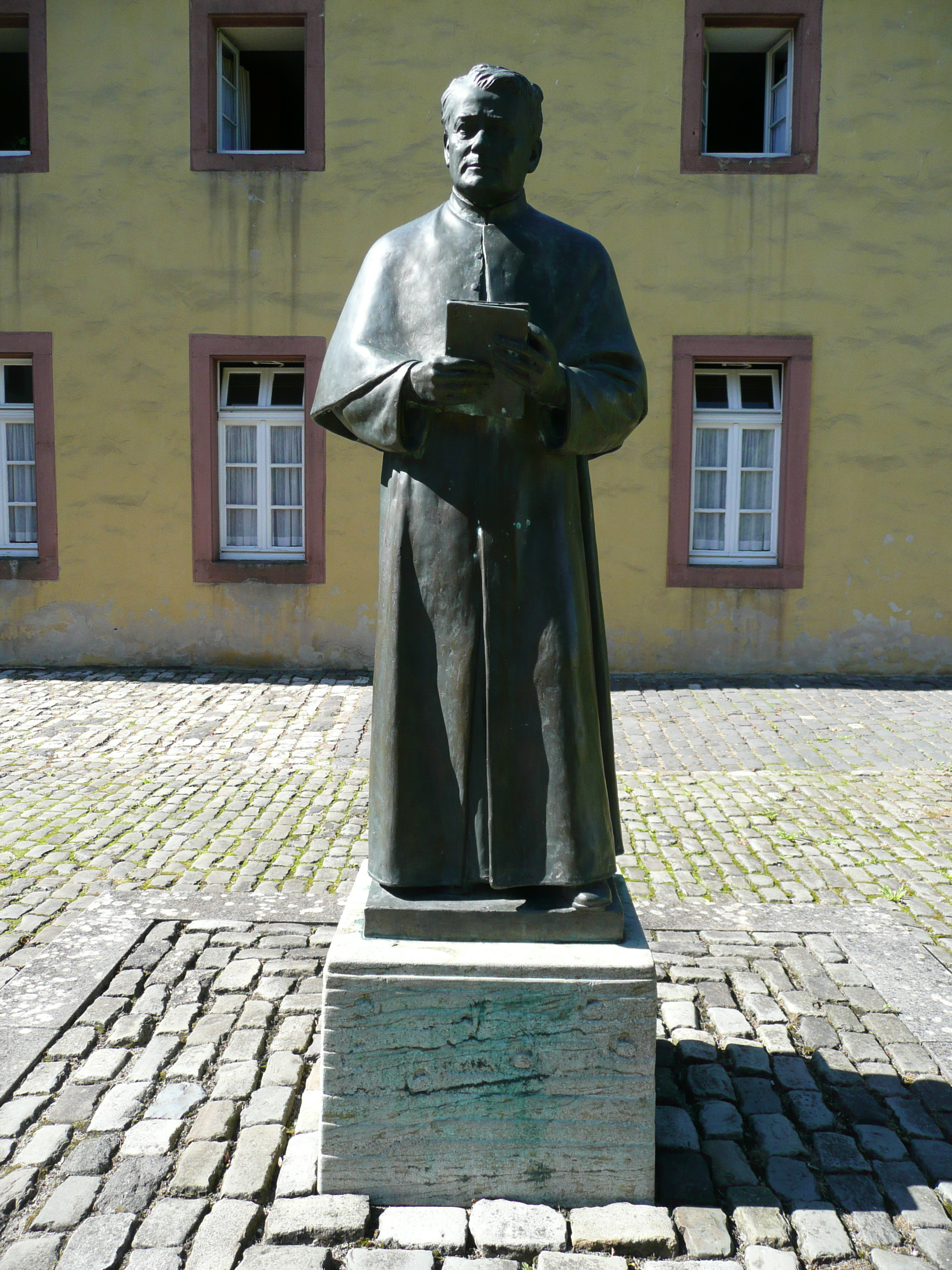
Monumento a Johann Baptist Jordan nel chiostro dell'abbazia di Steinfeld

La congregazione venne fondata dal sacerdote tedesco beato Johann Baptist Jordan (1848-1918): nel 1878 si stabilì a Roma per studiare lingue orientali presso il seminario di Sant'Apollinare e nel 1880 si recò in Palestina per approfondire la conoscenza dell'arabo. Maturò quindi la decisione di istituire una congregazione missionaria per la difesa e la diffusione della fede cattolica tra i non cristiani e ricevette l'incoraggiamento di Guglielmo Massaia.
La cerimonia di fondazione si tenne l'8 dicembre 1881 nella chiesa di Santa Brigida a Roma e la sede della congregazione, nel 1883, venne stabilità presso Palazzo Cesi. La società venne approvata come istituzione di diritto diocesano da Lucido Maria Parocchi, cardinale vicario della diocesi di Roma, il 5 giugno 1886. Il nome originario dell'istituto fu "Società apostolica istruttiva", ma nel 1894 il titolo venne mutato in Società del Divin Salvatore.
Nel 1889 alla Società del Divin Salvatore venne affidata la prefettura apostolica dell'Assam: dall'India i missionari si diffusero in Cina e nell'America del Nord. La prima casa salvatoriana venne aperta a Tivoli nel 1890; seguirono fondazioni in Austria (1892), Ecuador (1893), Svizzera (1894), Boemia e Colombia (1895); la prima casa in Germania, paese di origine dei primi religiosi, venne fondata solo nel 1915.
L'istituto ottenne il pontificio decreto di lode il 27 maggio 1905 e venne approvato definitivamente dalla Santa Sede l'8 marzo 1911: le sue costituzioni ricevettero l'approvazione definitiva il 20 marzo 1922.
Della congregazione esiste anche il ramo femminile delle Suore del Divin Salvatore, fondate a Tivoli nel 1888 da Jordan con la baronessa Therese von Wüllenweber (1833-1907), in religione madre Maria degli Apostoli.

## Attività e diffusione
I salvatoriani operano in scuole, parrocchie e santuari; si dedicano all'assistenza ai lavoratori e alle famiglie, alle missioni popolari e ad gentes.
Sono presenti in Europa (Albania, Austria, Bielorussia, Belgio, Repubblica Ceca, Germania, Irlanda, Italia, Montenegro, Polonia, Regno Unito, Romania, Russia, Slovacchia, Spagna, Svizzera, Ucraina, Ungheria), nelle Americhe (Brasile, Canada, Colombia, Ecuador, Guatemala, Messico, Suriname, Stati Uniti d'America, Venezuela), in Africa (Comore, Repubblica Democratica del Congo, Tanzania), in Asia (India, Filippine, Taiwan) e in Australia; la sede generalizia è in via della Conciliazione a Roma.
Al 31 dicembre 2008 l'istituto contava 156 case e 1.170 religiosi, 824 dei quali sacerdoti.